# Mercedes-Benz Schwerer Kurzhauber
Die Lkw-Baureihe Schwerer Kurzhauber des Herstellers Daimler-Benz wurde von 1958 bis 1982 produziert. Auch die schweren Haubenfahrzeuge bekamen ab 1958 ein neues Design in Pontonform. Wie die mittelschweren Fahrzeuge waren sie als Kurzhauber konstruiert, obwohl die „Schnauze“ der schweren Lkw alles andere als kurz erscheint. Bedingt durch den größeren Motor musste der vordere Überhang um rund 20 Zentimeter verlängert werden.

## Modellgeschichte
Als schwere Varianten kamen zuerst die Modelle L 337 und L 338 auf den Markt. Der L 337 wurde 1959 mit dem 172-PS-Motor OM 326.IV eingeführt. Die Höchstgeschwindigkeit betrug 83 km/h, das zulässige Gesamtgewicht bis zu 12 Tonnen. Zu dieser Zeit war er einer der modernsten deutschen Lastwagen. Ein Jahr später, 1960, wurde der L 337 durch den L 338 ersetzt (zulässiges Gesamtgewicht 14 Tonnen, erhöhte Motorleistung), da das zulässige Gesamtgewicht nicht mehr den Gesetzesbestimmungen entsprach. Die Fahrzeuge wurden für Bauarbeiten und Ferntransporte konzipiert. Der L 332 war mit einem 180-PS-Motor ausgestattet und hatte ein zulässiges Gesamtgewicht von 14 t. 1960 wurde er durch den L 334 B mit einem zulässigen Gesamtgewicht von 16 Tonnen und einem 192-PS-Motor ersetzt. Dieses Modell trägt, wie seine schweren Nachfolger oberhalb von 15 Tonnen, die Scheinwerfer in der vorderen Stoßstange. 1962 wurde das Modell L 334 C mit einem zulässigen Gesamtgewicht von 19 Tonnen eingeführt. Es wurde für den Export gebaut und die Leistung des Motors auf 200 PS erhöht.
Von 1963 an liefen die Fahrzeuge mit neuen Typenbezeichnungen vom Band. Anstatt der bisher verwendeten wenig aussagenden Baumuster wählte man eine Ziffernfolge, die sich an Gesamtgewicht und Motorleistung der jeweiligen Ausführung orientierte. So hieß zum Beispiel der schwere L 334 fortan L 1620. Im selben Jahr wurde auf der Frankfurter IAA das erste Mal nach dem Krieg wieder ein Dreiachser, der speziell für Baustellen- und Kurzstreckenverkehre gedacht war, von Daimler-Benz präsentiert.
Im Jahr 1964 erfolgte die Umstellung der Vorkammer- auf Direkteinspritzmotoren. Ebenfalls Mitte der 1960er-Jahre wurden synchronisierte Fünfganggetriebe, die neue Hinterachse mit Zweigang-Planetengetriebe sowie die werkeigene Hydrolenkung und Zweikreis-Bremsanlagen eingeführt. Ab 1967 bekamen die Fahrerhäuser eine größere Innenhöhe mit einer vergrößerten Windschutzscheibe sowie eine Dachluke.
Ab den 1970er-Jahren stattete das Werk die schweren Frontlenker mit den V-Motoren der neuen Baureihe 400 aus, nicht aber die Kurzhauber.
Genau wie die mittelschweren Kurzhauber wurden auch die schweren Modelle sehr erfolgreich fast in die gesamte Welt verkauft. Parallel zu den moderneren Typen wurden sie weiterproduziert. Auch im Ausland (Südamerika, Südafrika, Iran, Saudi-Arabien, Nigeria) wurden und werden diese Fahrzeuge produziert oder nur montiert (CKD-Teilesätze). Wie die mittelschweren Hauber verschwanden auch die schweren Haubenwagen Ende der 1970er-Jahre aus dem offiziellen Verkaufsprogramm, wurden auf Kundenwunsch noch bis 1982 geliefert und ebenfalls in Deutschland bis 1995 noch mehrfach in Kleinserien aufgelegt (zuletzt in Form von L 1924 und L 1928 sowie als Dreiachser L 2624 und L 2628).
Die Serie der Kurzhauber wird im Volksmund auch als Rundhauber bezeichnet.

## Modelle

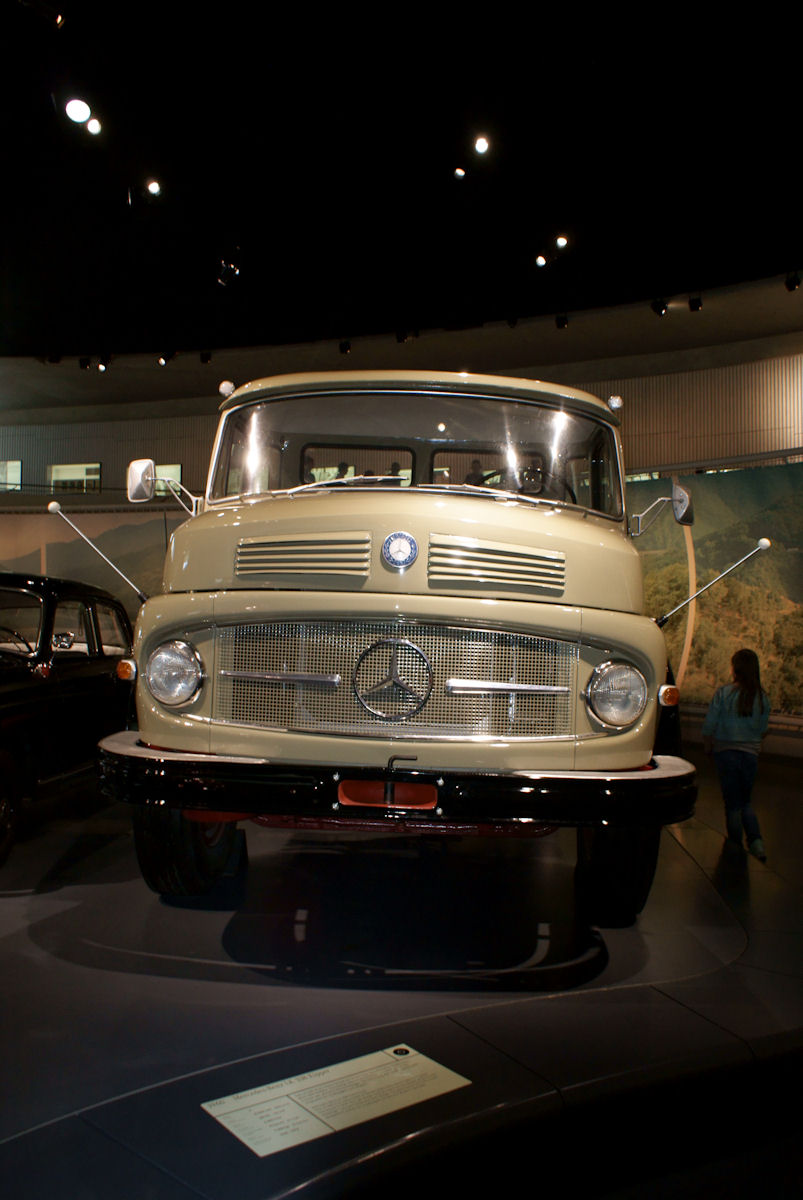
Mercedes-Benz LK 338 (1960)

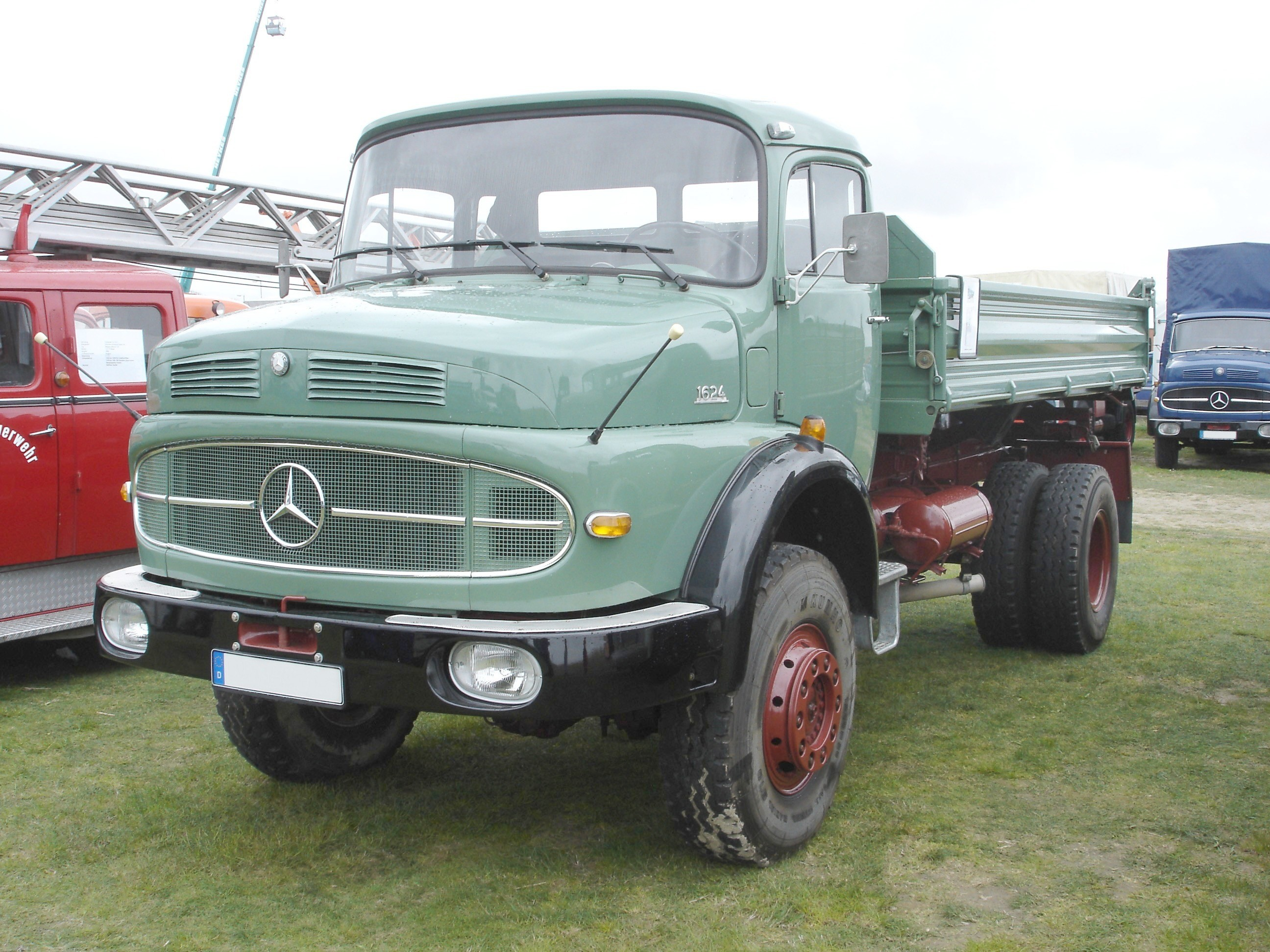
Mercedes-Benz LAK 1624

| Modelle bis 1963              | Modelle ab 1963 | Motor         | Leistung                                                                                  | Max. Drehmoment                           |
| ----------------------------- | --------------- | ------------- | ----------------------------------------------------------------------------------------- | ----------------------------------------- |
| 331 B                         | 1618            |               |                                                                                           |                                           |
| 332 B                         | 1918            | OM 346.II     | 132 kW (180 PS) bei 2.200/min                                                             | 62 mkp bei 1.300/min                      |
| 334 B 334 C                   | 1620 1920       | OM 326 OM 346 | 141 kW (192 PS) bei 2.200/min 147 kW (200 PS) bei 2.200/min 154 kW (210 PS) bei 2.200/min | 72 mkp bei 1.300/min 74 mkp bei 1.300/min |
| 337                           |                 | OM 326.IV     | 127 kW (172 PS) bei 2.200/min                                                             | 58 mkp bei 1.350/min                      |
| 338                           | 1418            | OM 326        | 127 kW (172 PS) bei 2.200/min                                                             | 58 mkp bei 1.300/min                      |
|                               | 1518            | OM 346.II     | 132 kW (180 PS) bei 2.200/min                                                             | 62 mkp bei 1.300/min                      |
|                               | 1618            | OM 346.II     | 132 kW (180 PS) bei 2.200/min                                                             | 62 mkp bei 1.300/min                      |
|                               | 1623            |               |                                                                                           |                                           |
|                               | 1624            | OM 355        | 177 kW (240 PS) bei 2.200/min                                                             | 84 mkp (824 Nm) bei 1.400/min             |
|                               | 1923            |               |                                                                                           |                                           |
|                               | 1924            | OM 355        | 177 kW (240 PS) bei 2.200/min                                                             | 84 mkp (824 Nm) bei 1.400/min             |
|                               | 1928            | OM 355 A      | 206 kW (280 PS) bei 2.200/min                                                             | 108 mkp (1.060 Nm) bei 1.200/min          |
|                               | 2020            | OM 346.I      | 154 kW (210 PS) bei 2.200/min                                                             | 74 mkp bei 1.300/min                      |
|                               | 2024            | OM 355        | 177 kW (240 PS) bei 2.200/min                                                             | 84 mkp (824 Nm) bei 1.400/min             |
|                               | 2220            | OM 346.I      | 154 kW (210 PS) bei 2.200/min                                                             | 74 mkp bei 1.300/min                      |
|                               | 2224            | OM 355        | 177 kW (240 PS) bei 2.200/min                                                             | 84 mkp (824 Nm) bei 1.400/min             |
|                               | 2624            | OM 355        | 177 kW (240 PS) bei 2.200/min                                                             | 84 mkp (824 Nm) bei 1.400/min             |
|                               | 2628            | OM 355 A      | 206 kW (280 PS) bei 2.200/min                                                             | 108 mkp (1.060 Nm) bei 1.200/min          |
| weitere Kombinationen möglich |                 |               |                                                                                           |                                           |